# Lira
Lira – instrument muzyczny strunowy z grupy chordofonów. Składa się z korpusu rezonansowego o kształcie płaskiego pudełka lub miski, i umocowanych w nim dwóch ramion połączonych w górnej części jarzmem (poprzeczką, poziomą belką). Struny (najczęściej 4 lub 7) rozciągnięte są między korpusem (czasami wyposażonym w strunociąg) a poprzeczką. Zazwyczaj szarpane są palcami lub plektronem, rzadziej pocierane smyczkiem.
Lira znana była od czasów starożytnych w Azji i w Afryce. W starożytnej Grecji służyła głównie do akompaniamentu przy śpiewie i deklamacji; amatorska, ze skorupy żółwia, rogów antylopy i strun z włókna roślinnego nazywała się barbiton, profesjonalna – kitara. W muzyce europejskiej stosowana była przejściowo w średniowieczu; nazywano ją chrotta, a w Walii crwth.
Wyróżnia się dwa główne typy liry:
- skrzynkowa – z korpusem w kształcie skrzynki (szuflady) i drewnianą, trwale zamocowaną płytą wierzchnią[4]; w niektórych konstrukcjach (kitara) wydrążone wewnątrz ramiona były naturalnym przedłużeniem korpusu[5],
- miskowa – z korpusem w formie płytkiego, miskowatego naczynia (pierwotne wykonywane były ze skorupy żółwia[2]) przykrytego napiętą skórą, która spełnia funkcję płyty rezonansowej[4], zazwyczaj smyczkowe[5].

## Historia

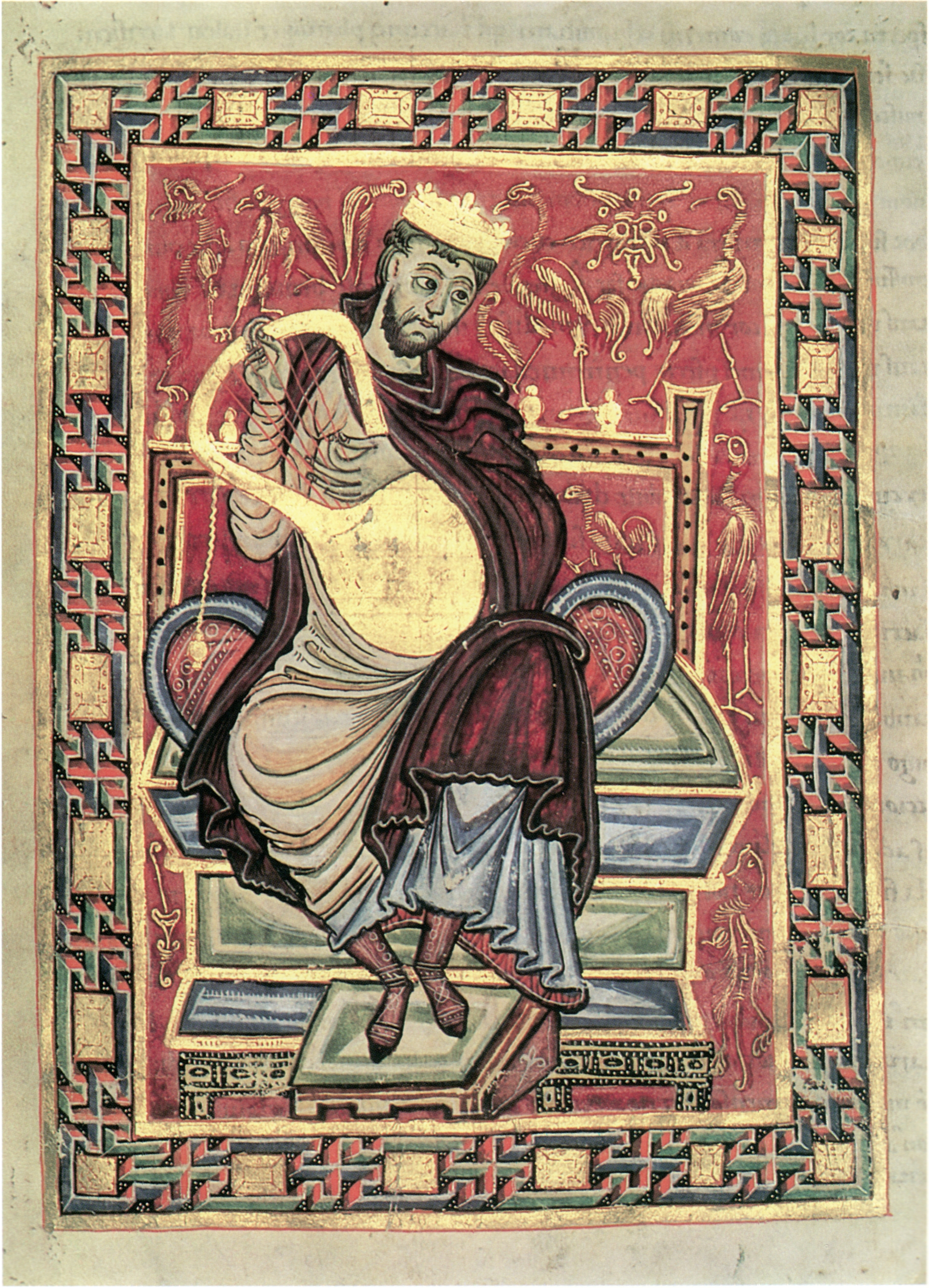
Król Dawid grający na lirze – ilustracja z Kodeksu Gertrudy

Najstarsze, pochodzące sprzed 3000 p.n.e. liry ilustruje sztuka sumeryjska. Odnalezione na terenie królewskiego cmentarzyska w Ur eksponaty mają wysokość od 106 do 120 cm i asymetryczne ramiona. Podczas gry trzymano je pionowo. Przybyłe ze starożytnej Syrii do Mezopotamii instrumenty były już znacznie mniejsze, ale zachowały asymetryczną konstrukcję. W Babilonii trzymano je w poziomie. W starożytnym Egipcie, w okresie Nowego Państwa podobnie. Struny strojono przesuwając je wzdłuż ukośnej poprzeczki, tym samym zwiększając ich napięcie i wysokość dźwięku. Ok. X wieku p.n.e. instrument otrzymał tam symetryczne ramiona; grano trzymając go pionowo.
Z epoki koczowniczej Hebrajczków pochodzi lira określana w Biblii mianem kinnor – jest ona słynnym instrumentem, na którym z wprawą grał król Dawid, a który błędnie bywa nazywany harfą. Wykonywany był z drewna (prawdopodobnie cyprysowego), metali szlachetnych i elektrum lub bursztynu; struny sporządzano z baranich jelit. 
Starożytni Grecy terminem lyra określali opracowany przez siebie system muzyczny obejmujący skale i notacje. Lira była atrybutem Apollina i symbolizowała umiar, opanowanie i równowagę umysłu. Instrument wzmiankowany jest w Iliadzie. Występowała w dwóch formach: ciężkiej i wyposażonej w solidne ramiona kitary, która była używana przez profesjonalnych muzyków, oraz niedbale skleconego z pancerza żółwia, drewnianej misy i zwierzęcych rogów barbitonu. Struny (od 3, 4, najczęściej 7, do 12) wykonywane były z włókien konopnych lub z jelit. Szarpano je dużym plektronem, palcami drugiej ręki tłumiąc niepożądane, lub zarywano obiema dłońmi, wydobywając dodatkowe alikwoty.
Różnej konstrukcji liry skrzynkowe występowały w średniowiecznej Europie, ale ich powiązane z instrumentami starożytnymi nie jest jasne. Używano ich na terenach Anglii, Francji, Niemiec, Skandynawii, Finlandii i Estonii. Zazwyczaj określano je mianem chrotta. Korpus (z prostymi lub lekko taliowanymi bokami) i ramiona często wykonane były z jednego kawałka drewna. Cztery do sześciu strun zamocowane były na kołkach, a nie bezpośrednio do poprzeczki. Technika smyczkowania pojawiła się w XII wieku; tego typu lir używa się współcześnie w Finlandii i w Estonii pod nazwą harfa smyczkowa.
Poza średniowiecze przetrwała lira smyczkowa znana w Walii pod nazwą crwth. W XIII wieku, między dwoma ramionami wprowadzono  trzecie, wykorzystywane jak podstrunnica. Posiada charakterystyczny podstawek, którego krótsza nóżka opiera się na płycie wierzchniej a dłuższa, przechodząc przez niewielki otwór rezonansowy, na spodniej; spełnia w ten sposób funkcję duszy.
Wydrążone liry, które wypełnia się grzechocącymi kamykami przetrwały wśród Ostiaków i Mansów – ludów ugofińskich zamieszkujących Syberię.
Współcześni mieszkańcy Etiopii używają liry o nazwie begena. Przypomina ona lirę sumeryjską. Jej struny oplecione są wokół poprzeczki i zawiązane na węzeł. Napięcie reguluje się przy pomocy małego drewnianego klina, wpychanego między sploty strun. Na instrumencie gra się w podobny sposób jak na harfie – szarpiąc struny palcami obu rąk, bez użycia plektoronu.